# Cromatografia de capa fina
|  | Aquest article tracta sobre la cromatografia de capa fina. Si cerqueu el grup de soul, vegeu «TLC (grup de música)». |

La cromatografia de capa fina, més comunament coneguda com a TLC (de l'anglès thin layer chromatography), és una tècnica cromatogràfica utilitzada, entre altres usos, per separar els components purs que formen part d'una mescla.

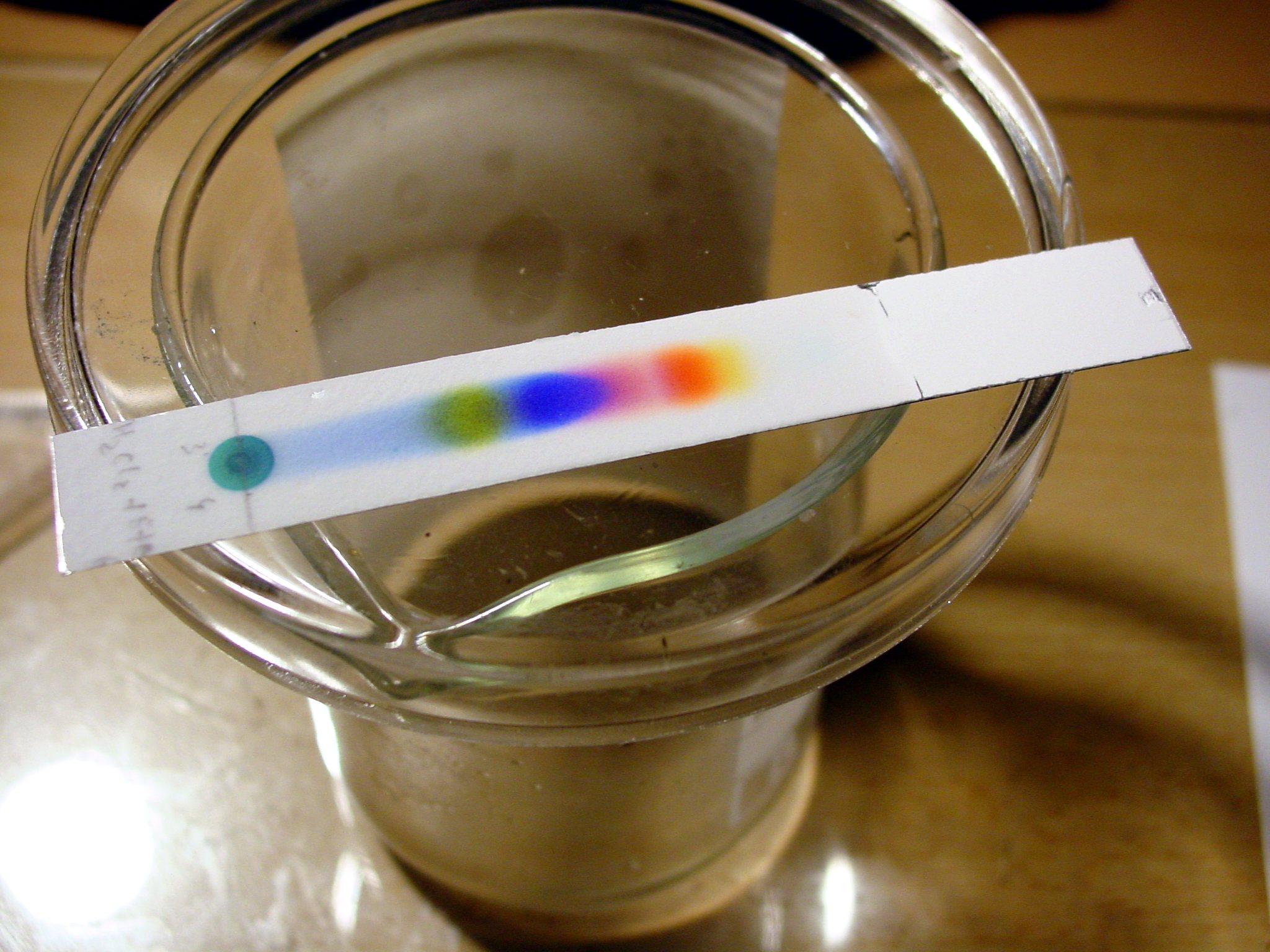
Separació de tinta negra en una làmina de CCF

Aquesta separació es basa en la diferent interacció que experimenten els components de la barreja amb la fase estacionària; una capa fina de material adsorbent (normalment silica gel, alúmina o cel·lulosa) immobilitzada sobre un suport inert, i la fase mòbil; un dissolvent o barreja de dissolvents que es desplaça per la làmina per capil·laritat. Aquesta diferència d'adsorció (que es deu a la diferència de polaritat dels components) es tradueix en un major o menor desplaçament de cada component per la capa fina, permetent la seva separació i identificació.
Té moltes aplicacions entre les quals cal destacar:
- Assaig de la puresa radioquímica dels radiofàrmacs.
- Determinació dels pigments que conté una planta.
- Detecció de plaguicides en el menjar.
- Anàlisi de la composició dels tints de les fibres en medicina forense.
- Identificació dels components presents en una mescla.

i sobretot és un mètode ràpid i barat per al control de les reaccions orgàniques.

## Preparació de les làmines
Les làmines de CCF es preparen barrejant l'adsorbent amb un agent aglomerant, com per exemple el sulfat de calci (guix). Aquesta barreja es diposita sobre un suport inert, normalment vidre, alumini o plàstic, i la làmina resultant s'asseca i s'activa escalfant-la a temperatura elevada per un cert temps. Nombroses empreses comercialitzen aquestes làmines en diferents mides, suports i adsorbents.

## Revelat
Sovint els components que s'estan separant són incolors. Així doncs, són necessaris reveladors per visualitzar la presència dels productes en la capa fina. Són comuns els següents:
- Iode. El vapor de iode s'utilitza per visualitzar sobretot compostos insaturats i aromàtics.
- Ninhidrina. S'utilitza per a la detecció d'aminoàcids.
- Làmpada UV. La radiació ultraviolada resulta adequada per visualitzar compostos que són sensibles a aquest tipus de llum, com els que presenten un alt grau de conjugació o anells aromàtics.
- Permanganat de potassi (KMnO₄). Aquest revelador és ideal quan els compostos que es volen visualitzar presenten grups funcionals oxidables, com són els alquens, alquins o alcohols entre d'altres. En alguns casos pot ser necessari escalfar la capa fina després de submergir-la en la solució per tal d'observar la taca de producte.
- p-anisaldehid i molibdat de ceri. Aquestes dues solucions s'utilitzen de forma general per a tota mena de compostos, ja que són sensibles a la majoria de grups funcionals. En el cas del revelador de molibdat de ceri és necessari escalfar vigorosament la capa fina.

## Factor de retenció
El factor de retenció (Rf) és un paràmetre característic de cada compost, que es defineix com el quocient entre la distància recorreguda pel compost i la distància recorreguda pel front de dissolvent, i que depèn de la fase estacionària i de la fase mòbil.
El valor d'aquest paràmetre oscil·la entre 0 i 1. Els compostos apolars interaccionen poc amb la fase estacionària, de manera que el recorregut per la làmina és gran, i per aquest motiu presenten factors de retenció elevats. Contràriament, els compostos polars interaccionen fortament amb la fase estacionària, desplaçant-se menys per la làmina, i per tant, tenen factors de retenció menors.

## Aplicacions
En química orgànica, les reaccions es controlen d'una manera qualitativa, ràpida i barata utilitzant cromatografia de capa fina. El procediment que se segueix és el següent: en la capa fina es diposita amb un tub capil·lar una petita gota del producte inicial, fent el mateix amb diferents alíquotes del cru de la reacció a diferents temps. A mesura que la reacció avança, s'observa la desaparició de la taca del producte inicial, així com l'aparició d'una o diverses taques corresponents als productes de la reacció.
A continuació es pot observar un exemple d'una cromatografia de capa fina d'un extracte de fulles verdes (com podrien ser d'espinac) en diferents estadis del desenvolupament de la capa prima. Els carotens s'elueixen ràpidament i només són visibles fins al segon pas. En l'últim pas es poden observar les clorofil·les A i B, més o menys a la meitat de la capa fina, i la luteïna, el compost més retingut de color groc.

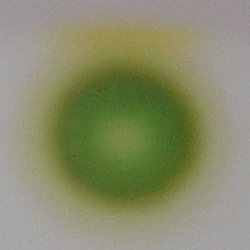
1
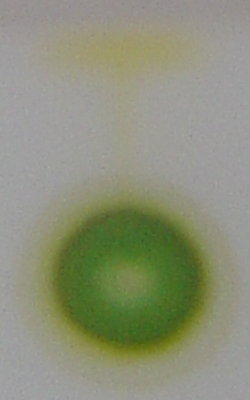
2
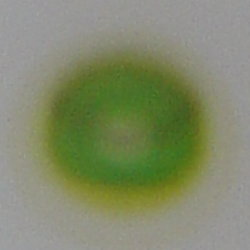
3
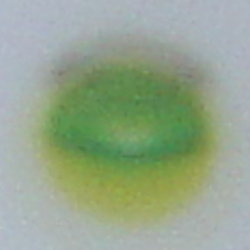
4
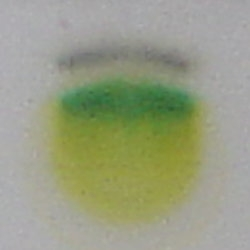
5
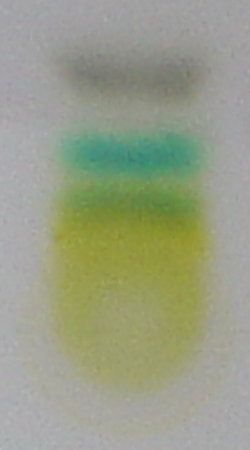
6
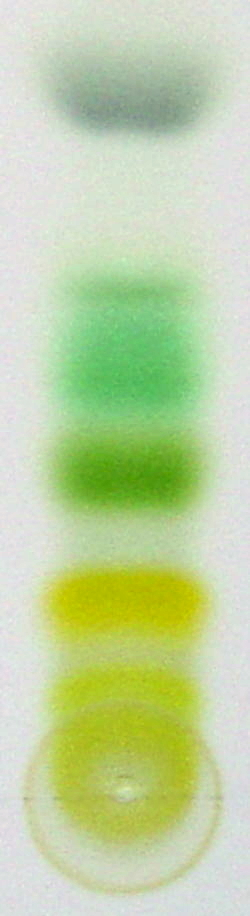
7